# Réveillon (Epte)
Pour les articles homonymes, voir Réveillon.
Le Réveillon est un ruisseau français des départements de l'Oise et de l'Eure, dans les deux régions Hauts-de-France et Normandie, et un affluent gauche de l'Epte, donc un sous-affluent du fleuve la Seine.

## Toponymie
Son nom, Réveillon, serait issu du bas latin à valeur diminutive ripellio, du latin rivus, « ruisseau », d'où « tout petit ruisseau ».

## Géographie
Le Réveillon est un affluent de l'Epte d'une longueur de 11 km.

### Communes traversées
Le Réveillon traverse les six communes suivantes - de l'amont vers l'aval -
Dans l'Oise
Boubiers (source) ~ Reilly ~ Delincourt ~ Lattainville ~ Chambors
Dans l'Eure
Gisors (confluent).

### Bassin versant
Le Réveillon traverse une seule zone hydrographique « L'Epte du confluent de la Troësne (exclu) au confluent de la Lévrière (exclu) » (H314).

## Affluents
Le Réveillon a deux affluents contributeurs référencés :
- Le ruisseau de Frangicourt (rd[note 1]), 1,1 km, dans l'Oise sur les deux communes de Delincourt et Reilly[3].
- le cours d'eau 01 de la commune de Delincourt (rg), 1,38 km, sur la seule commune de Delincourt.

### Rang de Strahler
Le rang de Strahler du Réveillon est de deux.

## Hydrologie
Son régime hydrologique est dit pluvial océanique.

## Aménagements et écologie
Une station d'épuration est installée au nord de Boubiers près du lieu-dit la Couture et à l'ouest de la confluence avec l'Epte.